# FC Palermo
Der Palermo Football Club, kurz Palermo FC, im deutschen Sprachraum bekannt als FC Palermo, ist ein 1900 gegründeter italienischer Fußballverein aus der sizilianischen Hauptstadt Palermo.
Weitere Bezeichnungen sind I Rosanero („Die Rosa-Schwarzen“) und Aquile („Adler“).
Der Verein trägt seine Heimspiele im 36.349 Zuschauer fassenden Stadio Renzo Barbera aus. Der Verein gehörte insgesamt 29 Jahre lang der Serie A an, der höchsten italienischen Spielklasse, und spielt in der Saison 2022/23 in der Serie B.

## Geschichte

### Anfänge
Am 1. November 1900 wurde der Anglo Palermitan Athletic and Football Club von Ignazio Majo Pagano gegründet. Als Vereinsfarben wurden Rot und Blau gewählt. Am 30. Dezember bestritt der Verein seine erste Partie gegen eine englische Auswahl. Dabei fungierte Ignazio Majo Pagano als Schiedsrichter. Die routinierteren Engländer gewannen klar mit 5:0.
1907 wurde der Verein in Palermo Football Club umbenannt, gleichzeitig wechselte man die Vereinsfarben von Rot-Blau zum heute legendären Rosa-Schwarz.

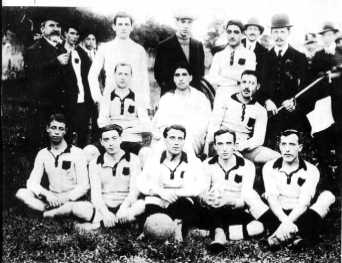
Anglo Palermitan AFC (1910)

### Der erste Erfolg
1920 nahm der Palermo FBC bei der erstmaligen Austragung des Campionato Siciliano Federale teil, wo man auf Mannschaften aus Catania, Marsala und Messina traf. Palermo setzte sich gegen alle Konkurrenten durch und konnte damit den ersten Titel der Vereinsgeschichte feiern.
Im Jahr darauf (der Saison 1921/22) nahm man erstmals am Campionato 1. Divisione teil. Dabei klassierte sich Palermo in der Lega Sud Girone Sicilia auf dem ersten Platz und qualifizierte sich somit für die Finalspiele der Lega Sud. In der ersten Runde traf man hierbei auf die Mannschaft von Audace Taranto. Die Rosanero verloren dieses Spiel knapp mit 0:1 nach Verlängerung.

### Finanzielle Schwierigkeiten und Neugründung
Am 10. Juli 1927 musste der Palermo FBC seine Mannschaft aufgrund von finanziellen Schwierigkeiten von der laufenden Meisterschaft zurückziehen. Vier Tage später fusionierte die Mannschaft des Palermo FBC mit Vigor Palermo und konnte damit den Spielbetrieb wieder aufnehmen.

### Aufstieg in die Serie B
In der Saison 1929/30 spielte Palermo in der Prima Divisione (Girone B), am Ende der Saison klassierte man sich auf dem ersten Platz und schaffte damit den Aufstieg in die Serie B. In der folgenden Saison klassierte sich Palermo auf dem ausgezeichneten dritten Platz und verfehlte den Aufstieg in die Serie A um lediglich zwei Punkte.

### Einweihung des neuen Stadions

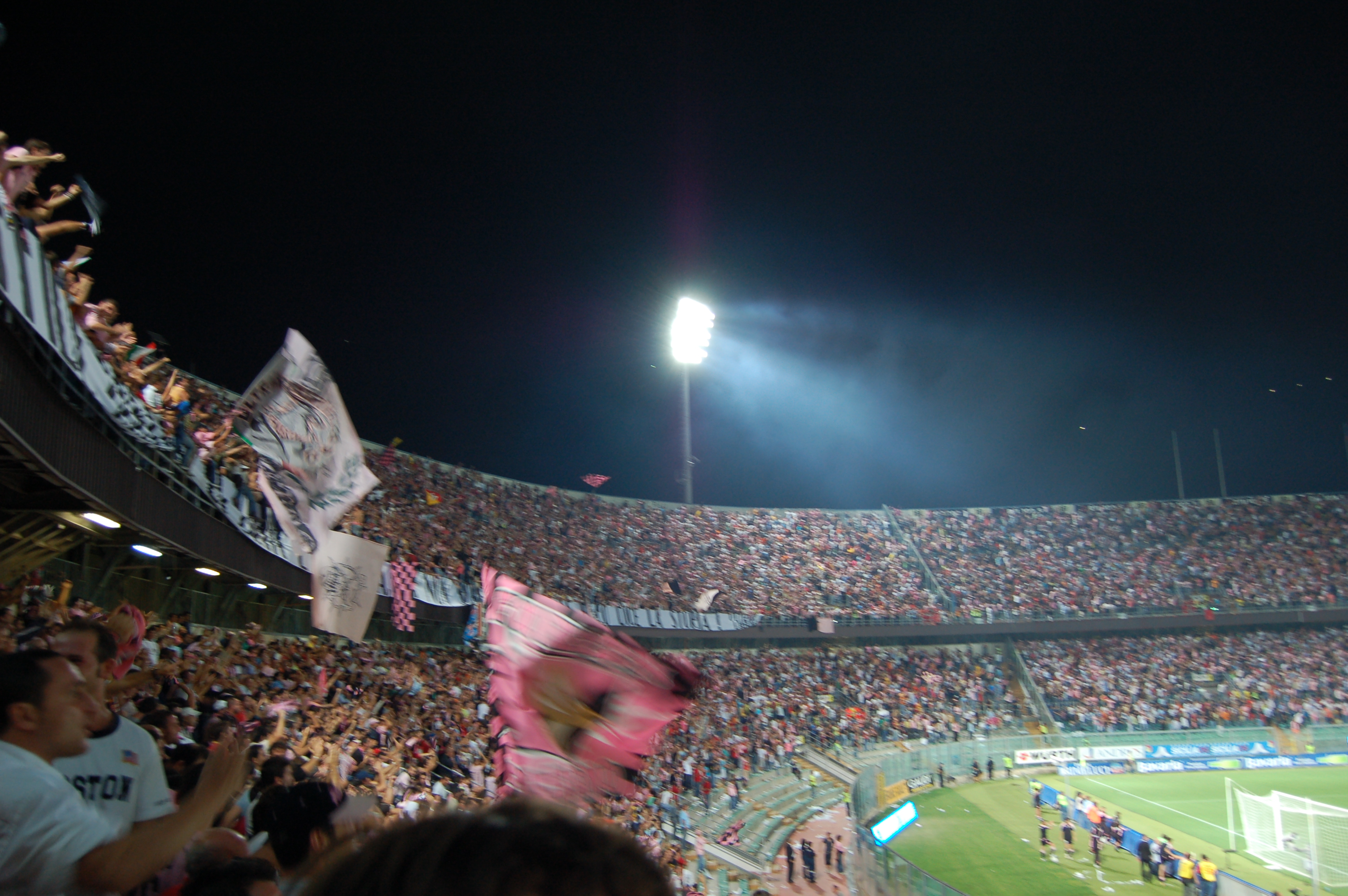
Stadio Renzo Barbera

Am 24. Januar 1932 konnte Palermo sein neues Stadion einweihen, das auf den Namen Stadio La Favorita getauft wurde. Noch heute spielt die US Palermo in diesem Stadion, das aber mittlerweile zu Ehren eines Ex-Präsidenten in Stadio Renzo Barbera umbenannt worden ist.

### Erstmaliger Aufstieg in die Serie A
Nachdem man in der Vorsaison den Aufstieg in die Serie A nur knapp verfehlt hatte, gelang dieses Unterfangen in der Saison 1931/32 souverän. Am Ende der Saison gewann man die Serie-B-Meisterschaft und stieg damit erstmals in die Serie A auf. Aus diesem Anlass bestimmte der Präsident, dass dem bisher eher schmucklosen Wappen ein goldener Adler (das Symbol der Stadt Palermo) hinzugefügt wurde.
In der Saison 1934/35 gelang der bis dato größte Erfolg in der Serie A, als man sich am Ende der Saison auf dem siebten Rang klassierte. Eine Spielzeit später folgte jedoch ein jäher Absturz, als man nur 15. wurde und damit nach vier Serie-A-Saisons wieder in die Serie B abstieg.

### Neuerliche Finanzprobleme
Am 30. August 1940 löste der Präsident der Federazione Italiana Giuoco Calcio (kurz FIGC) den Palermo FBC aufgrund von gravierenden Finanzproblemen auf.
Ein Jahr später, genauer am 23. August 1941, fusionierte die Mannschaft des Palermo FBC mit der Juventina Palermo und konnte dadurch den Meisterschaftsbetrieb in der Serie C wiederaufnehmen.
In der ersten Saison der neu gegründeten Mannschaft erreichte man auf Anhieb den Aufstieg in die Serie B.

### Rückkehr in die Serie A
In der Saison 1947/48 klassierte sich Palermo auf dem ersten Platz in der Girone C der Serie B. Damit gelang zum zweiten Mal der Aufstieg in die Serie A. Palermo sicherte sich den Aufstieg am letzten Spieltag mit einem 3:0 gegen Pescara. Erfolgreichster Torschütze für die Sizilianer war in dieser Spielzeit Pavesi, der insgesamt 21 Treffer realisieren konnte. In der Folge konnte sich der Verein im unteren Mittelfeld positionieren, ehe Palermo nach der Saison 1953/54 einen Abstiegsplatz belegte und damit wieder in die Serie B abstieg. In den folgenden Jahren pendelte Palermo beständig zwischen der Serie B und der Serie A. Höhepunkt war hierbei die Saison 1961/62, als Palermo den achten Platz belegte und unter anderem Juventus Turin in Turin mit 4:2 besiegen konnte.

### Teilnahme am Mitropapokal
Am 3. Juli 1960 nahm Palermo im Mitropapokal teil und traf dabei auf Diósgyőri VTK. Die erste Partie verlor Palermo zu Hause mit 1:2, das Rückspiel in Ungarn wurde von den Sizilianern mit 2:0 gewonnen. Dennoch gewann am Ende Ungarn die Teamwertung und damit den Mitropapokal 1960.

### Die Ära Renzo Barbera
Am 4. März 1970 wurde Renzo Barbera zum neuen Präsidenten des Vereins gewählt. Er war der erste Präsident, der Palermo nach jahrzehntelanger Führung durch Politiker vertrat. Er blieb ein Jahrzehnt im Verein, sein Nachfolger war Gaspare Gambino. Unter Barbera gelang nach langer Zeit der Aufstieg in die Serie A, nachdem man am 18. Juni 1972 in Neapel gegen Sorrento Calcio ein 0:0 erreichte, während der Konkurrent AC Como von Reggina Calcio geschlagen wurde. Der Trainer der Mannschaft war Ninetto De Grandi, ehemaliger Außenverteidiger bei Milan zu Zeiten Gunnar Nordahls. Trotz des Erfolgs wurde er zur folgenden Saison nicht im Amt bestätigt.
1974 erreichte Palermo das Finale der Coppa Italia unter dem Trainer Viciani. Am 23. Mai traf man im Stadio Olimpico in Rom auf den FC Bologna. Palermo ging durch ein Tor von Magistrelli in Führung, doch im Spielverlauf gab der Schiedsrichter Gonella den Bolognesen einen unberechtigten Elfmeter, der von Beppe Salvodi verwandelt wurde. Nach einer torlosen Verlängerung wurde das Spiel im Elfmeterschießen verloren.
1979 erreichte Palermo abermals das Finale der Coppa Italia. Am 20. Juni traf man in Neapel auf Juventus Turin, die vorher den Titelkampf um den Scudetto gegen Milan verloren hatten. Auch hier gelang es Palermo durch ein Tor von Vito Chimenti, zunächst in Führung zu gehen. Kurz vor Schluss glich Juventus jedoch durch Sergio Brio aus. Drei Minuten vor Ende der Verlängerung erzielte schließlich Franco Causio, der auch schon für Palermo gespielt hatte, das Siegtor für Juventus.

### Das vorläufige Ende
Am 8. September 1986 wurde Palermo aus der italienischen Fußballföderation FIGC ausgeschlossen. Als Grund wurde eine fehlende finanzielle Entschuldungspolitik genannt. Der Verein wurde in der Serie B durch Pescara ersetzt, welches im weiteren Saisonverlauf den Aufstieg in die Serie A erreichte. Die Nachricht des Endes des Vereins provozierte Wut und Ärger bei den Tifosi, die protestierend durch die Straßen Palermos zogen.

### Die Neugründung
Am 7. Januar 1987 wurde der Verein dank politischer und unternehmerischer Anstrengungen neu unter dem Namen Unione Sportiva Palermo gegründet. Leoluca Orlando und der Minister Carlo Vizzini überzeugten schließlich Franco Carraro von der FIGC, Palermo einen Platz im Profifußball zu gewähren. Salvino Lagumina wurde der erste Präsident des neugegründeten Vereins.
1988 startete der Verein in der Serie C2 und erspielte sich sofort den Aufstieg. Unvergessen ist das Aufstiegsfest mit einem Freundschaftsspiel gegen Ajax Amsterdam, das überraschend mit 4:0 aus dem Stadion gefegt wurde.
1991 erreichte der Verein den Aufstieg in die Serie B mit dem Trainer Enzo Ferrari (hierbei handelt es sich nicht um den gleichnamigen Ferrari-Manager). Um den Aufstieg zu feiern, besuchte Real Madrid Palermo für ein Freundschaftsspiel und erreichte „nur“ ein 1:1. Später jedoch verlor man ein Freundschaftsspiel gegen die AC Mailand, trainiert von Fabio Capello, klar 0:8.
Am 3. März 2000 wurde Franco Sensi neuer Mäzen des Vereins, er wurde Nachfolger von Giovanni Ferrara. Der Vorsitzende der AS Rom ernannte Sergio D’Antoni zum Präsidenten. Sensi unterstützte den Verein, den er in der Serie C gekauft hatte, bis zum Sommer 2002 und verkaufte ihn nach dem Aufstieg und nach einer Saison in der Serie B wieder.

### Die Ära Zamparini
Ende Juli 2002 wurde Maurizio Zamparini neuer Besitzer des Vereins mit der klaren Zielsetzung, sportlich wieder in höheren Klassen vertreten zu sein. Er wurde von allen herzlich empfangen. Mit Zamparini erlebte der Stolz der „Rosaneri“ eine Wiedergeburt, nach vielen Jahren der Erfolglosigkeit und Enttäuschungen. Der neue Präsident krempelte fast die komplette Mannschaft um und erklärte die Serie A als Ziel.
2003 verlor man das Aufstiegsspiel in die Serie A, wofür 5000 Palermitaner nach Lecce angereist waren, gegen die US Lecce 0:3. Somit war der Traum des Aufstiegs abermals wie eine Seifenblase geplatzt. Zamparini ließ sich jedoch nicht beirren und kaufte Spieler wie Eugenio Corini und Luca Toni und stellte Silvio Baldini als neuen Trainer ein.
Am 26. Januar 2004 entließ Zamparini Baldini und verpflichtete Francesco Guidolin. Unter der Führung des neuen Trainers eroberte Palermo die Tabellenspitze der Serie B und erreichte am 29. Mai 2004 den Aufstieg in die Serie A. Es war ein Rekordjahr: Palermo stieg nach 32 Jahren in die Serie A auf, Luca Toni wurde Torschützenkönig mit 30 erzielten Treffern und somit einer der erfolgreichsten Spieler in Palermos Vereinsgeschichte.
Palermo lieferte in der folgenden Saison eine außergewöhnliche Leistung, schlug alle Vereinsrekorde und erreichte einen historischen sechsten Platz, der die Qualifikation zum UEFA-Pokal ermöglichte. Nebenbei wurde Luca Toni mit 20 Toren der erfolgreichste Stürmer Palermos in der Geschichte der Serie A. Am Ende der Saison verließ er jedoch den Verein in Richtung AC Florenz, Trainer Francesco Guidolin erklärte seinen Rücktritt. Für ihn bestellte Maurizio Zamparini Luigi Delneri nach Palermo.
Delneri hatte jedoch keinen großen Erfolg und wurde Anfang 2006 von Giuseppe Papadopulo ersetzt, der das Ziel Klassenerhalt schaffte, und erreichte einen guten achten Platz, was zu der Zeit den Zugang zum UI-Cup bedeutete. Im UEFA-Pokal erreichte man das Achtelfinale, in dem man gegen den FC Schalke 04 ausschied. Nach dem Fußballskandal (Calciopoli) jedoch rückte Palermo in der Tabelle nach oben und spielte auch in der folgenden Saison im UEFA-Cup.
Der Vertrag mit Papadopulo wurde nicht verlängert, stattdessen kehrte Francesco Guidolin nach einem Jahr bei der AS Monaco auf die Trainerbank zurück. In der Saison 2006/07 erreichte er mit der Mannschaft zu Beginn die Tabellenführung, verlor diese Position jedoch schnell an Inter Mailand. Es folgte das Ausscheiden aus dem UEFA-Pokal, nachdem man die Gruppenphase nicht überstanden hatte. Zamparini gab als Zielsetzung einen Platz unter den ersten vier Mannschaften aus, was die Qualifikation zur UEFA Champions League bedeutet hätte. Am Saisonende reichte es nur für einen fünften Rang und somit für die Qualifikation zum UEFA-Cup. Trainer Guidolin wurde entlassen und Stefano Colantuono von Atalanta Bergamo als neuer Trainer verpflichtet.
Nach einer 0:5-Auswärtsniederlage gegen Juventus Turin am 13. Spieltag der Saison 2007/08 wurde Colantuono am 26. November 2007 entlassen. Sein Nachfolger wurde Francesco Guidolin, der den Verein damit zum vierten Mal trainierte, jedoch bereits am 24. März 2008 wieder entlassen und durch seinen Vorgänger Colantuono ersetzt wurde.
In der Saison 2008/09 begann Palermo mit einer Niederlage in der Coppa Italia gegen Ravenna Calcio und einer Auswärtsniederlage am ersten Spieltag bei Udinese, worauf Stefano Colantuono bereits sehr früh ersetzt wurde durch den neuen Trainer Davide Ballardini.
Zum Ende der Saison trennte sich der Verein von Ballardini und gab die Verpflichtung von Walter Zenga für zwei Jahre bekannt, bis dahin Trainer des Inselrivalen Catania Calcio. Doch auch Zenga konnte sich nicht lange auf dem Trainerstuhl von Palermo halten und wurde nach nur 14 Pflichtspielen entlassen. Er wurde durch Delio Rossi ersetzt, der sich immerhin bis zum Ende der Saison 2010/11 als Trainer von Palermo halten konnte, auch wenn er zwischenzeitlich durch Serse Cosmi ersetzt wurde. Mit Rossi erreicht Palermo außerdem nach 32 Jahren erneut das italienische Pokalfinale. Doch der Titel konnte wieder nicht gewonnen werden, da man sich Inter Mailand mit 3:1 geschlagen geben musste.
In der Saison 2011/12 übernahm Stefano Pioli das Traineramt bei Palermo. Pioli wurde nach dem Scheitern in der 3. EL-Qualifikationsrunde bereits vor dem Beginn der Spiele in der Serie A entlassen. Seine Nachfolge übernahm der Jugendtrainer Devis Mangia.
Zu Beginn der Saison 2012/13 wurde Giuseppe Sannino neuer Trainer, musste aber nach nur drei Spieltagen gehen und wurde erst durch Gian Piero Gasperini, dann durch Alberto Malesani ersetzt. Ende Februar 2013 holte Zamparini Gasperini zurück, der aber nach 13 Tagen beurlaubt wurde. Die Saison beendete der Verein mit Giuseppe Sannino. Nach dem 37. Spieltag stand der Abstieg aus Serie A fest.
Zur Saison 2013/14 löste Gennaro Gattuso Sannino als Cheftrainer ab. Nach nur sieben Punkten in sechs Spielen und dem 13. Tabellenplatz wurde Gattuso am 25. September 2013 vom Verein entlassen. An seine Stelle trat Giuseppe Iachini. Nach dem schwachen Start konnte sich Palermo unter Iachini an der Tabellenspitze festsetzen und die Liga bestimmen. Am 26. April 2014 konnte man den vorzeitigen Wiederaufstieg feiern, eine Woche später die vorzeitige Zweitligameisterschaft.

### Zwangsabstieg und Neugründung 2019
2017 trat der langjährige Präsident Maurizio Zamparini zurück. Danach kehrte keine Ruhe mehr ein. Im Mai 2019 verurteilte der nationale Fußballverband FIGC den Verein wegen diverser administrativer Vergehen, darunter Bilanzfälschungen in den Spielzeiten 2014/15 bis 2016/17, zum Zwangsabstieg in die Serie C. Dagegen legte Palermo Widerspruch ein. Im Juli 2019 lehnte der FIGC den Einspruch des sizilianischen Vereins allerdings ab und verschärfte sogar die Strafe zum Zwangsabstieg in die Serie D.
Anfang August 2019 wurde der Verein als SSD Palermo neu gegründet. Das vorherige Unternehmen wurde im Oktober 2019 für insolvent erklärt und aufgelöst. Die Saison 2019/20 musste aufgrund der COVID-19-Pandemie abgebrochen werden. Die SSD Palermo stand nach 26 Spielen mit 63 Punkten auf dem ersten Tabellenplatz und wurde zum Aufsteiger in die Serie C erklärt. Zur Saison 2020/21 wurde der Name in Palermo Football Club, kurz FC Palermo, geändert.
Nach dem Wiederaufstieg in die Serie B nach der Saison 2021/22 wurde der Verein im Juli 2022 zu 80 Prozent von der City Football Group übernommen.

## Ehemalige Spieler
- Juan Agostino Alberti
- Amauri
- Marco Amelia
- Mariano Andújar
- Roberto Anzolin
- Salvatore Aronica
- Simone Barone
- Federico Balzaretti
- Edgar Barreto
- Andrea Barzagli
- Andrea Belotti
- Steve von Bergen
- Manuele Blasi
- Mark Bresciano
- Franco Brienza
- Helge Christian Bronée
- Igor Budan
- Tarcisio Burgnich
- Franco Causio
- Andrea Caracciolo
- Edinson Cavani
- Eugenio Corini
- Bryan Cristante
- Alessandro Diamanti
- Massimo Donati
- Andrea Dossena
- Paulo Dybala
- Emerson
- Giuseppe Furino
- Andrea Gasbarroni
- Gian Piero Gasperini
- Alberto Gilardino
- Mariano González
- Dorin Goian
- Şükrü Gülesin
- Fabio Grosso
- Bruno Henrique
- Abel Hernández
- Oscar Hiljemark
- Giuseppe Iachini
- Josip Iličić
- Simon Kjær
- Jasmin Kurtić
- Kyle Lafferty
- Fabio Liverani
- Massimo Maccarone
- Andrea Mantovani
- Carlo Mattrel
- Fabrizio Miccoli
- Ezequiel Muñoz
- Massimo Mutarelli
- Valentin Năstase
- Metin Oktay
- Javier Pastore
- Giuseppe Pezzella
- Mauricio Pinilla
- Robin Quaison
- Claudio Ranieri
- Leandro Rinaudo
- Mario Alberto Santana
- Héctor Scarone
- Matías Silvestre
- Salvatore Sirigu
- Stefano Sorrentino
- Christian Terlizzi
- Luca Toni
- Samir Ujkani
- Franco Vázquez
- Emiliano Viviano
- Čestmír Vycpálek
- Cristian Zaccardo

## Ehemalige Trainer
- Camillo Achilli
- Antonio Angelillo
- Daniele Arrigoni
- Silvio Baldini
- Adolfo Baloncieri
- Davide Ballardini
- Alvaro Biagini
- Giancarlo Cadè
- Anton Cargnelli
- Stefano Colantuono
- Eugenio Corini
- Serse Cosmi
- Károly Csapkay
- Luigi Delneri
- Roberto De Zerbi
- Carmelo Di Bella
- Gianni Di Marzio
- Carlo Facchini
- Gyula Feldmann
- Enzo Ferrari
- Gian Piero Gasperini
- Gennaro Gattuso
- Gustavo Giagnoni
- Ezio Glerean
- Renzo Gobbo
- Francesco Guidolin
- Árpád Hajós
- Rudolf Hiden
- Giuseppe Iachini
- Otto Krappan
- Gyula Lelovics
- Francesco Liguori
- Diego López
- Alberto Malesani
- Devis Mangia
- Guido Masetti
- Bortolo Mutti
- Walter Novellino
- Stefano Pioli
- Ettore Puricelli
- Pietro Rava
- Leandro Remondini
- Virginio Rosetta
- Delio Rossi
- Gaetano Salvemini
- Giuseppe Sannino
- Guillermo Barros Schelotto
- Ezio Sella
- Nedo Sonetti
- Mario Sperone
- László Székely
- Bruno Tedino
- Giovanni Varglien
- Fernando Veneranda
- Giuseppe Viani
- Corrado Viciani
- Čestmír Vycpálek
- Walter Zenga

## Fankultur
Die Mehrheit der Palermo-Fans stammt aus der Stadt und ihrer Umgebung, jedoch erfreut sich der Verein auch im restlichen Italien (v. a. durch zugezogene Sizilianer) großer Beliebtheit, so dass Palermo auch bei Auswärtsspielen von einer großen Fanschaft unterstützt wird.
Eine große Rivalität besteht zwischen den Anhängern Palermos und denjenigen von Catania Calcio. Spiele dieser Mannschaften gelten als „Sizilianisches Derby“, obwohl mit dem FC Messina eine weitere bekannte Mannschaft in Sizilien beheimatet ist. Traurige Berühmtheit erlangten die Derby-Ausschreitungen 2007, bei denen ein Polizist ums Leben kam und in deren Folge der Liga-Spielbetrieb landesweit unterbrochen wurde.
Eine Fanfreundschaft pflegt man zu den Tifosi der US Lecce. Auf internationaler Ebene pflegen vereinzelte Palermo-Fans eine Freundschaft mit Anhängern des 1. FC Kaiserslautern.

## Erfolge
A-Mannschaft
- Meister der Serie B: 1931/32, 1947/48, 1967/68, 2003/04, 2013/14
- Finale der Coppa Italia: 1973/74, 1978/79, 2010/11
- Coppa Italia Lega Pro: 1992/93
- Finale der Coppa Italia Lega Pro: 1987/88, 1989/90, 1990/91

Jugendmannschaft
- Campionato Primavera: 2008/09